# Reino Ragnar Lehto
Pour les articles homonymes, voir Lehto.
Reino Ragnar Lehto, né le 2 mai 1898 à Turku et mort le 13 juillet 1966 à Helsinki, est un homme d'État finlandais, premier ministre de la Finlande du 18 décembre 1963 au 12 septembre 1964.